# 다마 도시 모노레일
다마 도시 모노레일 주식회사(일본어: 多摩都市モノレール株式会社)은 제3 섹터 방식 철도 기업이다.

## 역사
- 1986년 4월 8일: 설립됨.
- 1998년 11월 27일: 다마 도시 모노레일 선(가미키타다이 - 다치카와키타 구간)이 개통함.
- 2000년 1월 10일: 다마 도시 모노레일 선(다치카와키타 - 다마 센터)이 연장 개통함.
- 2001년 4월 20일: 인접역까지의 운임을 100 엔으로 설정.
- 2004년 8월 20일: 운임 변경
- 2007년 3월 18일: 패스모 도입.

## 보유 철도 노선
- 다마 도시 모노레일 선(가미키타다이 - 다마 센터, 모노레일 노선 16.0 km)

## 보유 차량
- 1000계